# Требюсиен, Гильом Станислав
Гильом Станислав (Станислас) Требюсиен (фр. Guillaume-Stanislas Trébutien; 19 октября 1800, Френе-ле-Пюкё, Нижняя Нормандия — 23 мая 1870, Кан (Нормандия)) — французский антикварий, переводчик, востоковед.

## Биография
Получил классическое образование в Королевском колледже Кан, открыл в городе читальный зал. Позже работал помощником куратора библиотеки Кан.
Без посторонней помощи изучил большую часть восточных языков — арабский, персидский, турецкий, еврейский и др., увлекся средневековой литературой. Собирал древние рукописи Востока.
Опубликовал несколько любовных стихотворений, переведенных с арабского, турецкого и персидского, часть сказок из «Тысячи и одной ночи».

## Избранные публикации
Под его редакцией изданы:
- «Contes extraits de Pouthi-Nameh» (1826),
- «Contes inédits des Mille et une Nuits» (1828),
- «Recherches et antiquités de la Neustrie» Бургевиля (1833),
- «Chansons de Maurice et de Pierre de Craon» (1843),
- «Le dit du ménage» (1835),
- «Le Pas de Saladin» (1836),
- «Roman de Robert le Diable» (1837).